# Kapelle Gümmer

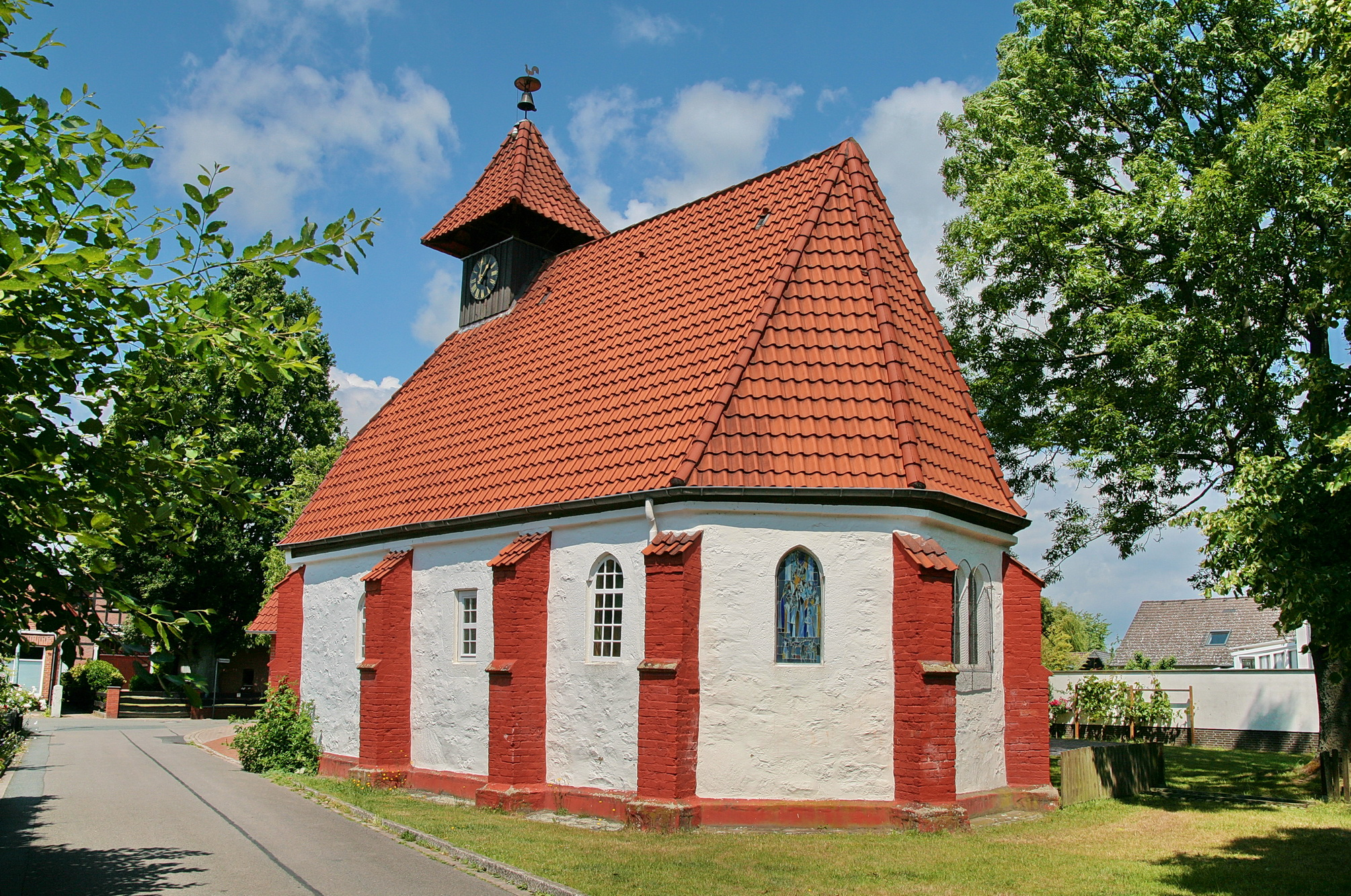
Kapelle Gümmer

Die evangelisch-lutherische, denkmalgeschützte Kapelle steht in Gümmer, einem Ortsteil der Stadt Seelze in der Region Hannover in Niedersachsen.
Die Kirchengemeinde gehört zum Kirchenkreis Neustadt-Wunstorf im Sprengel Hannover der Evangelisch-lutherischen Landeskirche Hannovers.

## Beschreibung
Eine kleine Holz- oder Fachwerkkapelle hat spätestens im 12. Jahrhundert in Gümmer gestanden. Im Lüneburger Erbfolgekrieg ist sie 1385 zerstört worden. Einen Wiederaufbau bzw. Neubau gab es im Jahr 1508. Diese Kapelle ist eine spätgotische Saalkirche aus verputzten Bruchsteinen. Die Wände des Langhauses und des dreiseitig abgeschlossenen Chors werden von Strebepfeilern gestützt. Die drei Joche des Innenraums sind mit einem Kreuzrippengewölbe überspannt. Die Kapelle ist mit einem Halbwalmdach überdeckt, aus dem sich im Westen ein Dachreiter erhebt.